# Curtício (senhor de Locana)

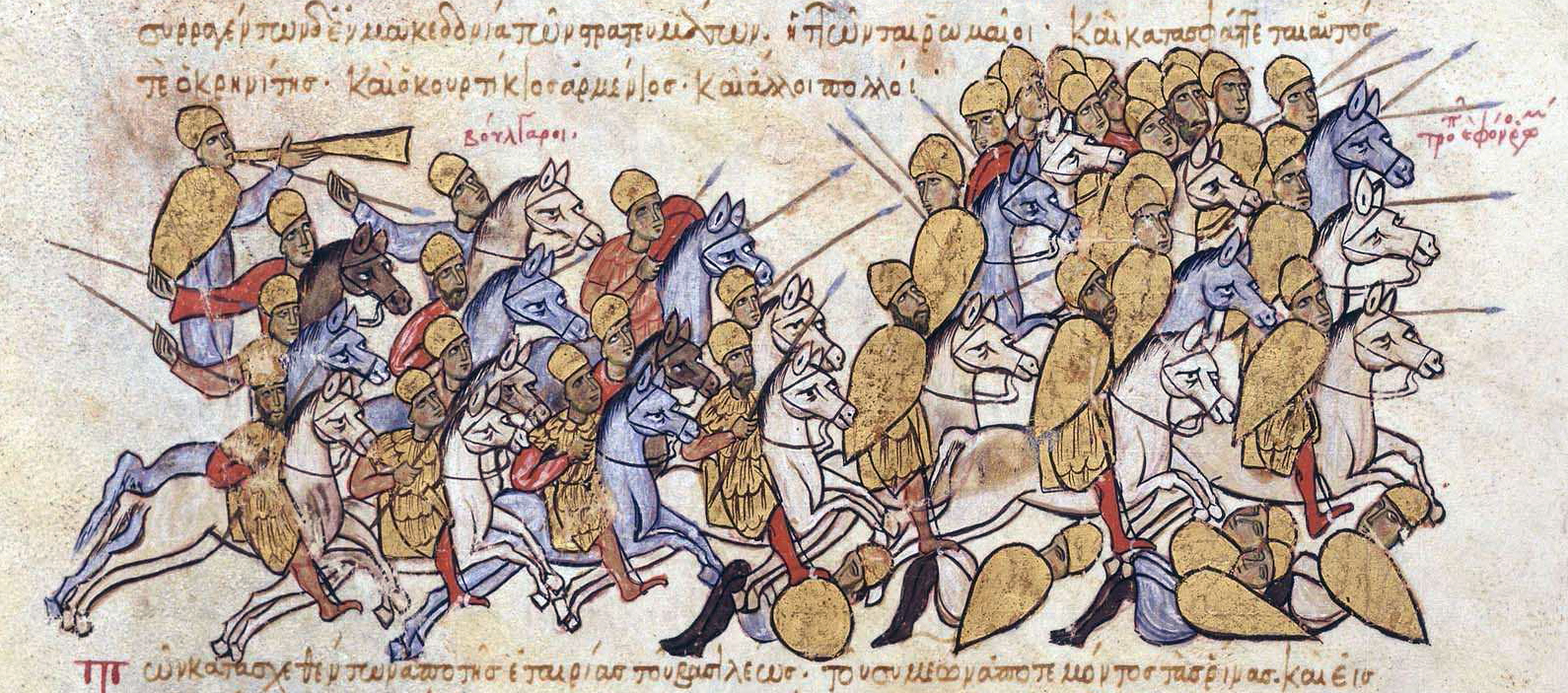
Búlgaros derrotam os bizantinos sob Crenita e Curtício
Iluminura no Escilitzes de Madri

Curtício (em grego medieval: Κουρτίκιος; romaniz.: Kourtíkios) foi um oficial bizantino de origem armênia do século IX, ativo durante o reinado do imperador Leão VI, o Sábio (r. 886–912).

## Vida
Curtício era um nobre armênio, senhor de Locana (talvez Licando). Foi a partir de seus domínios que alcançou a fronteira bizantina e se sabe que se submeteu aos bizantinos após o primeiro cerco de Tefrique (capital pauliciana) pelo imperador Basílio I, o Macedônio (r. 867–886) em 871. Reaparece em 884, quando serviu como comandante subordinado num exército enviado sob Procópio Crenita por Leão VI contra os búlgaros de Simeão I na Macedônia. Os bizantinos foram decisivamente derrotados, e os comandantes foram mortos. Essa batalha talvez ocorreu próximo de Adrianópolis. Segundo os cronistas bizantinos, os cazares da guarda imperial que compunham parte do exército tiveram seus narizes cortados e então foram enviados à capital para humilhar os bizantinos.